# Blons
Blons är en ort och kommun i distriktet Bludenz i förbundslandet Vorarlberg i Österrike.